# Maboula Ali Lukunku
Maboula Ali Lukunku (ur. 14 kwietnia 1976 w Kinszasie) – piłkarz z D.R. Konga. Posiada także francuski paszport. W przeszłości gracz m.in. AS Monaco, Lille OSC czy KAA Gent.